# Alfabeto eslovaco
O alfabeto eslovaco é derivado do alfabeto latino, incluindo vinte caracteres suplementares, dezassete formados por adição de diacríticos e três dígrafos:
As letras Q, W e X são utilizadas apenas em palavras estrangeiras, sobretudo nomes. O dígrafo Ch está situado a seguir ao H.